# 王與胤
王與胤（1589年—1644年），字百斯，號永錫，山東新城縣（今桓臺縣）人，明末政治人物。

## 生平
天啓七年（1627年）丁卯科山東鄉試第十名舉人，崇禎元年（1628年）中進士，選庶吉士，授湖廣道監察御史，巡按河东鹽課，又巡视陕西茶马道，寻奉命督應天学政。因彈劾總兵官鄧玘，忤閣臣之意，謫歸。崇禎十七年（1644年），李自成陷京師，遣官至新城，与胤欲逃亡出海，行至利津，以海上多盗不可行，乃回乡，四月二十六日，王與胤與妻于氏、子士和自缢殉國。与胤時年五十六，于孺人年五十五，士和年二十八。

## 家族
曾祖王重光，貴州布政司參議。祖王之垣，户部左侍郎。継父王象賁，户部员外郎。生父王象晋，浙江右布政使。
新城王氏在明末乱世中多遭亡故，先是崇禎五年十一月援遼之师变起吴桥，南趋新城，王与胤從叔王象復及子王与夔死之；十五年十二月新城再破，与胤弟王与朋与子王士熊、王士雅又死之，其子士和妻张氏亦自经死；至十七年四月，王与胤全家三人自经死，只遗下一个五岁幼孙王启沆。其侄王士禛，清朝官至都察院左都御史、刑部尚书。